# La Joyita Uno
La Joyita Uno är en ort i Mexiko.   Den ligger i kommunen Tonalá och delstaten Chiapas, i den sydöstra delen av landet, 700 km sydost om huvudstaden Mexico City. La Joyita Uno ligger 9 meter över havet och antalet invånare är 118.
Terrängen runt La Joyita Uno är platt åt sydost, men åt nordväst är den kuperad. Havet är nära La Joyita Uno åt sydväst.  Närmaste större samhälle är Manuel Ávila Camacho, 3,7 km sydväst om La Joyita Uno. 